# Schlaflose Tage
Schlaflose Tage ist ein Roman von Jurek Becker (1937–1997) aus dem Jahr 1978.
Der Roman übt durch die Darstellung von Alltagsproblemen Kritik am DDR-System. Es erzählt ein Personaler Erzähler, und die Reflektorfigur ist Karl Simrock. 
Beckers Roman Schlaflose Tage, in der DDR geschrieben, durfte dort nicht erscheinen. 

## Inhalt
Der Protagonist, Karl Simrock, beschließt nach einem kleinen Herzstechen, sein Leben grundlegend zu ändern. Der erste Schritt, der nach seinem gut durchdachten Plan dafür notwendig ist, ist, seine Frau zu verlassen. Auch beschließt er, seinen Beruf als Lehrer an einer Oberschule für einige Wochen gegen eine Arbeit im Betrieb einzutauschen. Seine Unzufriedenheit mit seinem bisherigen Leben nimmt so Einfluss auf seine gesamte Umwelt. In einem Lokal lernt er eine Frau namens Antonia kennen. In ihr sieht er alles das, was er bei seiner Exfrau nicht hatte. Im Laufe des Romans verändert sich der Protagonist sogar so weit, dass er nicht mehr im Lehrberuf tätig sein kann.

## Personen
- Karl Simrock – Der Protagonist. Er arbeitet als Lehrer an einer Oberschule in der DDR.
- Ruth Simrock – Simrocks Ehefrau zu Beginn des Romans, dann spätere Exfrau.
- Antonia Gramm – Simrocks neue Beziehung. Simrock glaubt sie zu lieben, jedoch versucht Antonia bei einem gemeinsamen Urlaub in Ungarn den Eisernen Vorhang zu überwinden, um nach Österreich zu fliehen. Sie wird beim Fluchtversuch festgenommen.
- Boris – Simrock lernt Boris in der Brotfabrik kennen. Mit ihm fährt er das Brot aus. Er steht als Gegenpol zu Simrock. Jedoch ist er auch mit Simrock befreundet.
- Kabitzke – Der stellvertretende Schuldirektor der Schule, an welcher Karl Simrock als Lehrer tätig ist.

## Rezeption
Fritz J. Raddatz urteilte nach Erscheinen des Romans in der Zeit, es handle sich um Beckers „vehementestes, bitterstes Buch, Zeugnis der Integrität eines noblen Mannes“, gleichzeitig aber auch sein „schwächstes, unkünstlerischstes Buch, Zeugnis der artistischen Harmlosigkeit eines Chronisten“. Es sei „bewegend – durch seinen Verzicht auf jegliche literarische Technik“. Raddatz fand zahlreiche „stilistische Entgleisungen“ darin und bezeichnet Beckers Schreibverfahren als „a-literarisch“, als „Erörterungsprosa“ bzw. „Erläuterungsstil“. Das Buch sei keine Kunst geworden, „weil eben alles verkündet wird“. Er spricht dem Buch aber nicht seine Bedeutung auf anderen Ebenen ab: „Sein Wert ist ein außerliterarischer“.

## Ausgaben
- Schlaflose Tage. Suhrkamp, Frankfurt am Main 1978, ISBN 3-518-02112-5, 157 Seiten.
- Schlaflose Tage. 15. Auflage. Suhrkamp Taschenbuch Verlag, Frankfurt am Main 2009, ISBN 978-3-518-37126-8.
- Sleepless days. Ins Englische übersetzt von Leila Vennewitz. Harcourt Brace Jovanovich, New York 1979, ISBN 0-15-182982-9.
- L'heure du réveil. Ins Französische übersetzt von Barbara Spielmann. B. Grasset, Paris 1980.

## Verfilmung
Der Roman wurde unter dem gleichen Titel zunächst 1982 im Auftrag der ARD verfilmt und ausgestrahlt. Regie führte Diethard Klante, die Hauptrollen übernahmen Hans Peter Hallwachs und Hannelore Hoger. 1991 folgte eine weitere Fernsehadaption durch den DFF unter der Leitung von Gabriele Denecke mit Axel Werner und Ulrike Krumbiegel in den Hauptrollen.